# Vorištan
Vorištan (njem. Hornstein, mađ. Szarvkő) je tržni grad u austrijskoj saveznoj državi Gradišće koji upravno pripada Kotaru Željezno-okolica. Većinsko stanovništvo su Gradišćanski Hrvati.

## Stanovništvo
Vorištan prema podacima iz 2010. ima 2723 stanovnika. 1910. imao je 2549 stanovnika od čega 2163 Hrvata, 261 Nijemca i 112 Mađara.

## Kultura
U mjestu djeluje tamburaško društvo Tamburica Vorištan.

## Poznate osobe
- Juraj Damšić
- Gašpar Glavanić
- Wilhelm Schmied, salezijanac, glazbenik, misionar u Makau[1]

## Vanjske poveznice
- Mrežna stranica naselja